# Halvfem
Halvfem var TV 1:s barnprogramblock som sändes omkring 16.30 på vardagarna under delar av 1970- och 1980-talet. Det sista programmet sändes den 26 september 1986. Vinjetten bestod under de sista åren av en tidstypisk animation där en knubbig dam balanserade på en lina, trillade, men tog sig upp igen, varpå ett barn ropade Nu börjar det.  
Halvfem riktade sig till en något yngre publik än TV 2:s barnprogramblock Halv sex, som började kl. 17.30.
Till skillnad från dagens barnprogram Bolibompa sändes i Halvfem upplästa och illustrerade sagor, många var inköpta från dåvarande Östeuropa och översatta med svenska berättarröster. En ofta förekommande röst tillhörde Stig "Slas" Claesson.

## Namnet
Namnet Halvfem kommer sig av att blocket från början och normalt startade 16.30, alltså just klockan halv fem på eftermiddagen. Namnet har ibland skrivits "Halv fem".

## Program (urval)
Bland de många program som har sänts under vinjetten Halvfem kan nämnas de följande.

### Barna Hedenhös
Bland program som repriserades ett flertal gånger i Halvfem fanns Barna Hedenhös, en tecknad TV-serie baserad på Bertil Almqvists bilderböcker med samma namn.

### Clownen Manne
Manne af Klintberg ledde under flera år en följd av program i Halvfem, såsom Tisdagskul med Manne, Manne och Janne och Manne, Janne och Inger. Programmen var riktade mot såväl hörande som hörselskadade och döva barn. af Klintberg tecknade därför sina repliker samtidigt som han uttalade dem. Bland rekvisitan som förekom i programmen fanns en sorts träningscykel placerad framför en kuliss på duk, som rullade fram i bakgrunden, medan af Klintberg cyklade i förgrunden. Syftet var att ge illusionen av att han for fram genom ett tecknat landskap.

### Galaxer i mina braxer, sa Kapten Zoom
TV-serien Galaxer i mina braxer, sa Kapten Zoom, med Anders Linder i titelrollen, sändes i endast 5 avsnitt 1976 men har kommit att få en status som klassiker.

### Stolta Ankans irrfärder
Ett av inslagen i Halvfem var serien Stolta Ankans irrfärder som visades i sju avsnitt februari – april 1982. Serien regisserades av Jan Arrendahl och musiken komponerades av Ted Gärdestad och David Carlson. Medverkande var Tobias Hedström, Johan Bergendorff, Peter Kjellqvist, Per Gustaf Viktor och Pernilla Glaser.
Serien handlar om ett gäng barn som leker att de är på en båt som de kallar "Stolta Ankan".

### Webbkällor
1. ↑  ”Så blev Manne hela Sveriges clown”. stockholmdirekt.se. 15 juni 2013. Arkiverad från originalet den 19 januari 2019. https://web.archive.org/web/20190119121356/https://www.stockholmdirekt.se/liljeholmenalvsjo/sa-blev-manne-hela-sveriges-clown/Ldemfo!qIy2Z1GacnaVQHXE50jnjg/. Läst 18 januari 2019.
2. ↑  Gradvall, Jan, Nordström, Björn, Nordström, Ulf, Rabe, Annina (2009). Tusen svenska klassiker: böcker, filmer, skivor, tv-program från 1956 till i dag. Stockholm: Norstedt. Libris 11378554. ISBN 978-91-1-301717-4
3. ↑  ”Stolta Ankans irrfärder”. Svensk Mediedatabas. Arkiverad från originalet den 10 september 2014. https://www.webcitation.org/6SUgpcpxF?url=http://smdb.kb.se/catalog/search?q=Stolta. Läst 10 september 2014.